# Karolinenviertel
Das Karolinenviertel (oft auch kurz „Karoviertel“ genannt) ist ein Quartier im Hamburger Stadtteil St. Pauli und bildet in administrativer Hinsicht den Ortsteil 108 des Bezirks Hamburg-Mitte. Der Ortsteil umfasst neben dem eigentlichen Karolinenviertel östlich der U-Bahn-Linie 3 (zwischen den Haltestellen Feldstraße und Sternschanze) auch westlich davon gelegene Gebiete, die Grenze verläuft etwa nördlich der Lager- und östlich der Sternstraße/Kampstraße. Das Karolinenviertel wird im Norden und Osten vom Messegelände begrenzt, im Süden vom Heiligengeistfeld und im Westen vom Schlachthof, der es vom Schanzenviertel trennt, dem es in mancher Hinsicht ähnelt. Der östliche Teil des Viertels ist gut 0,2 km2 groß, der westliche knapp 0,1 km².

## Infrastruktur, Einwohnerentwicklung

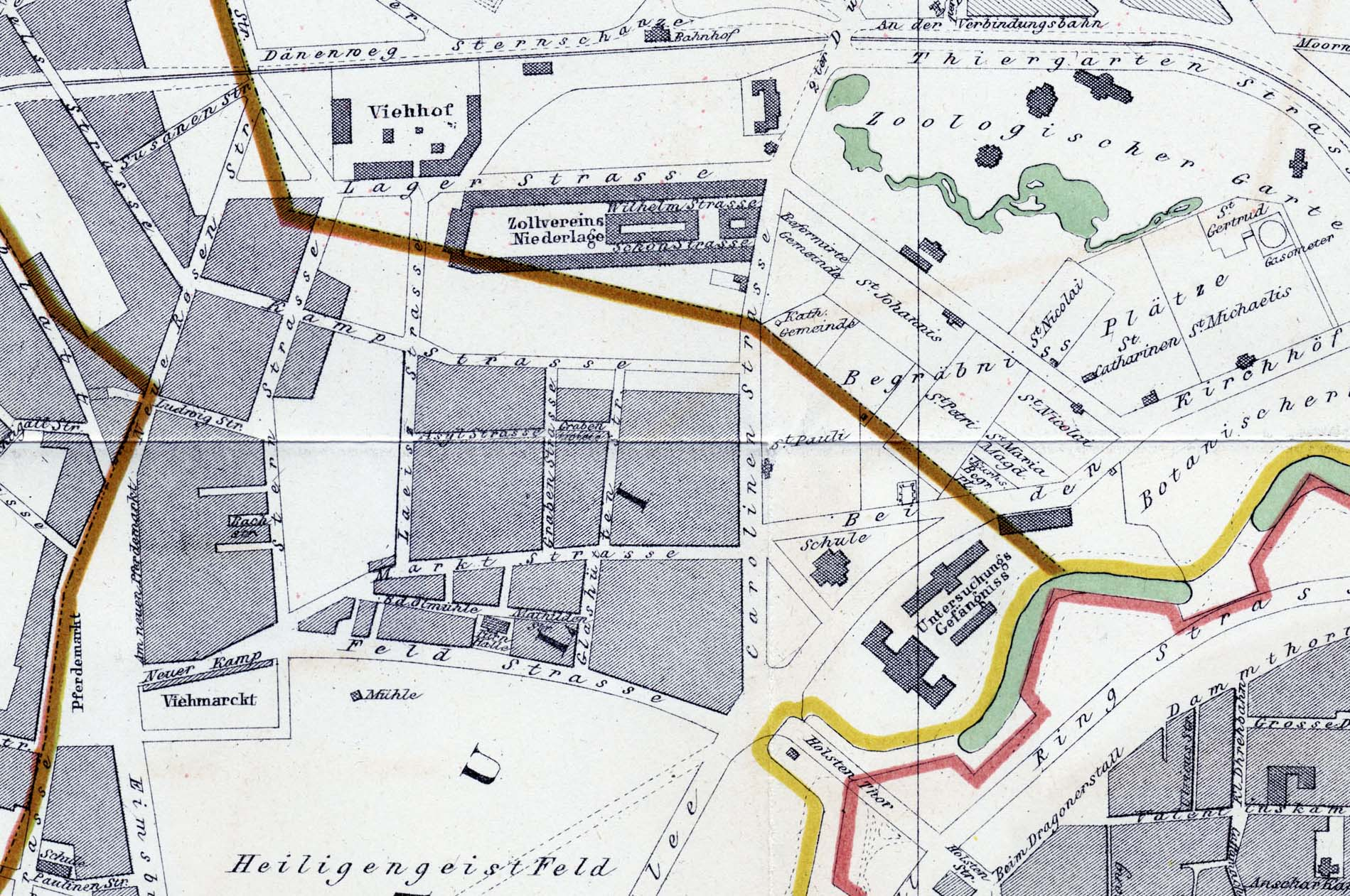
Karolinenviertel und Umgebung 1880

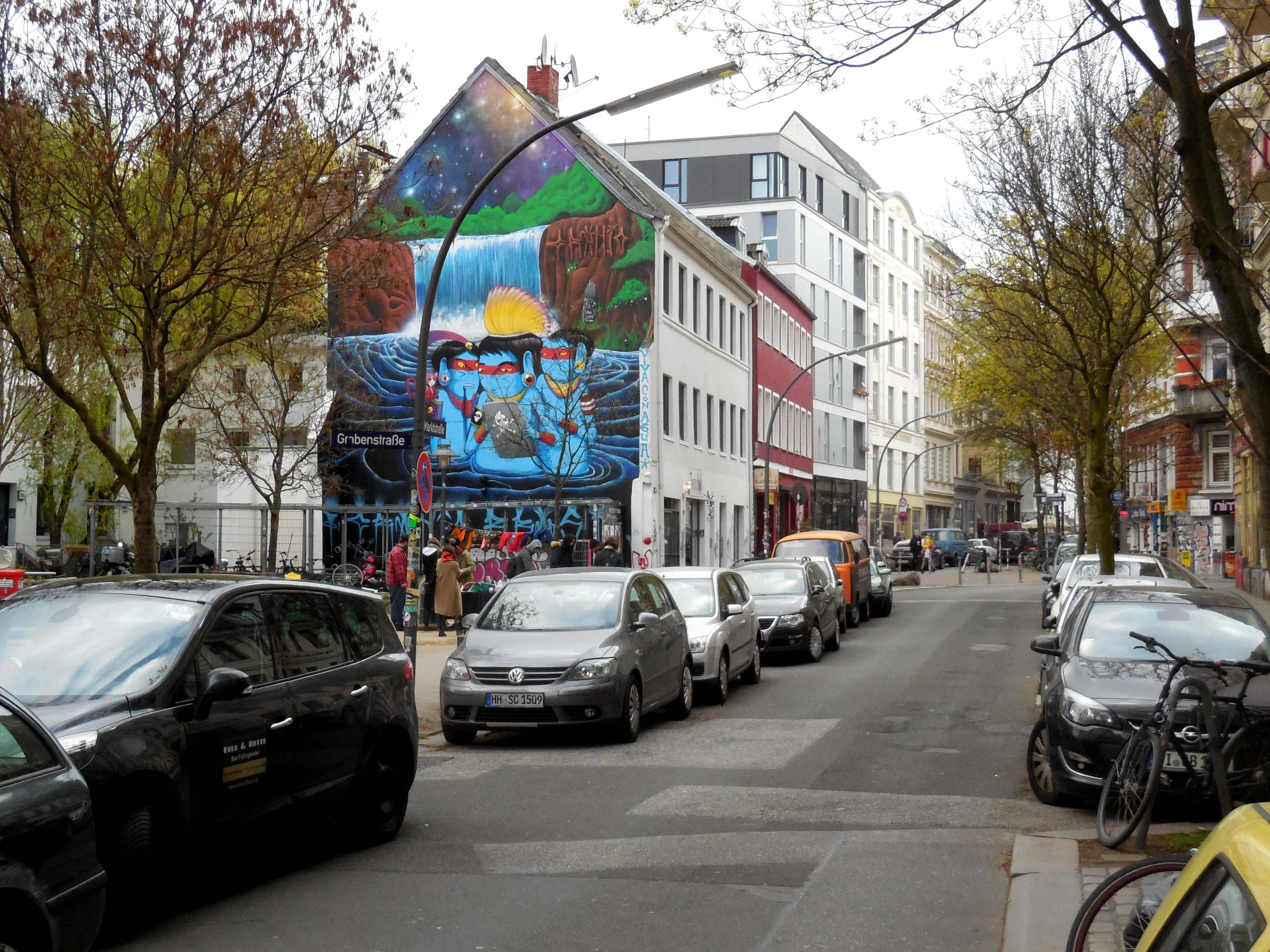
Marktstraße 126, öfter mal neu gestaltet

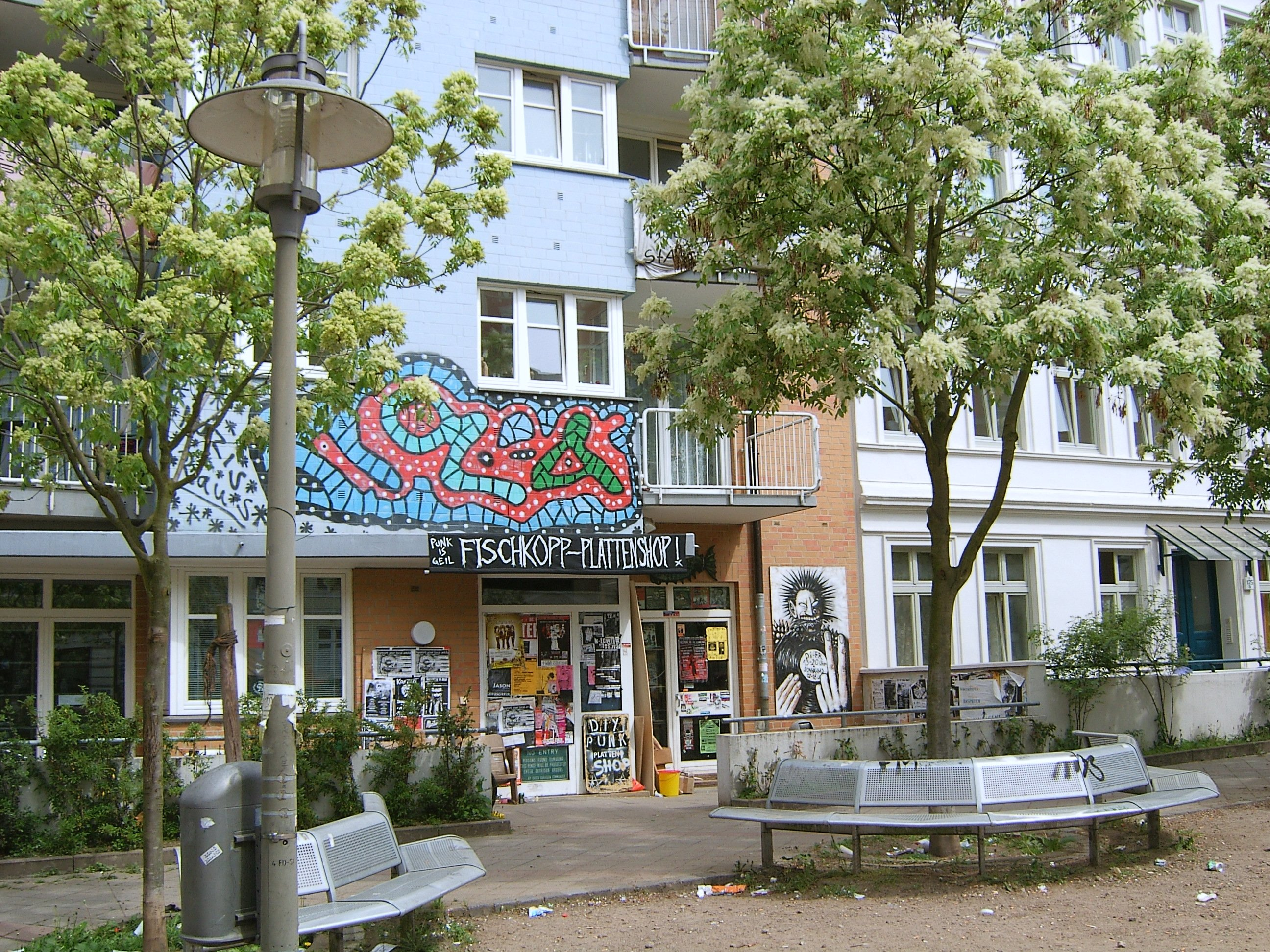
„Szene-Laden“

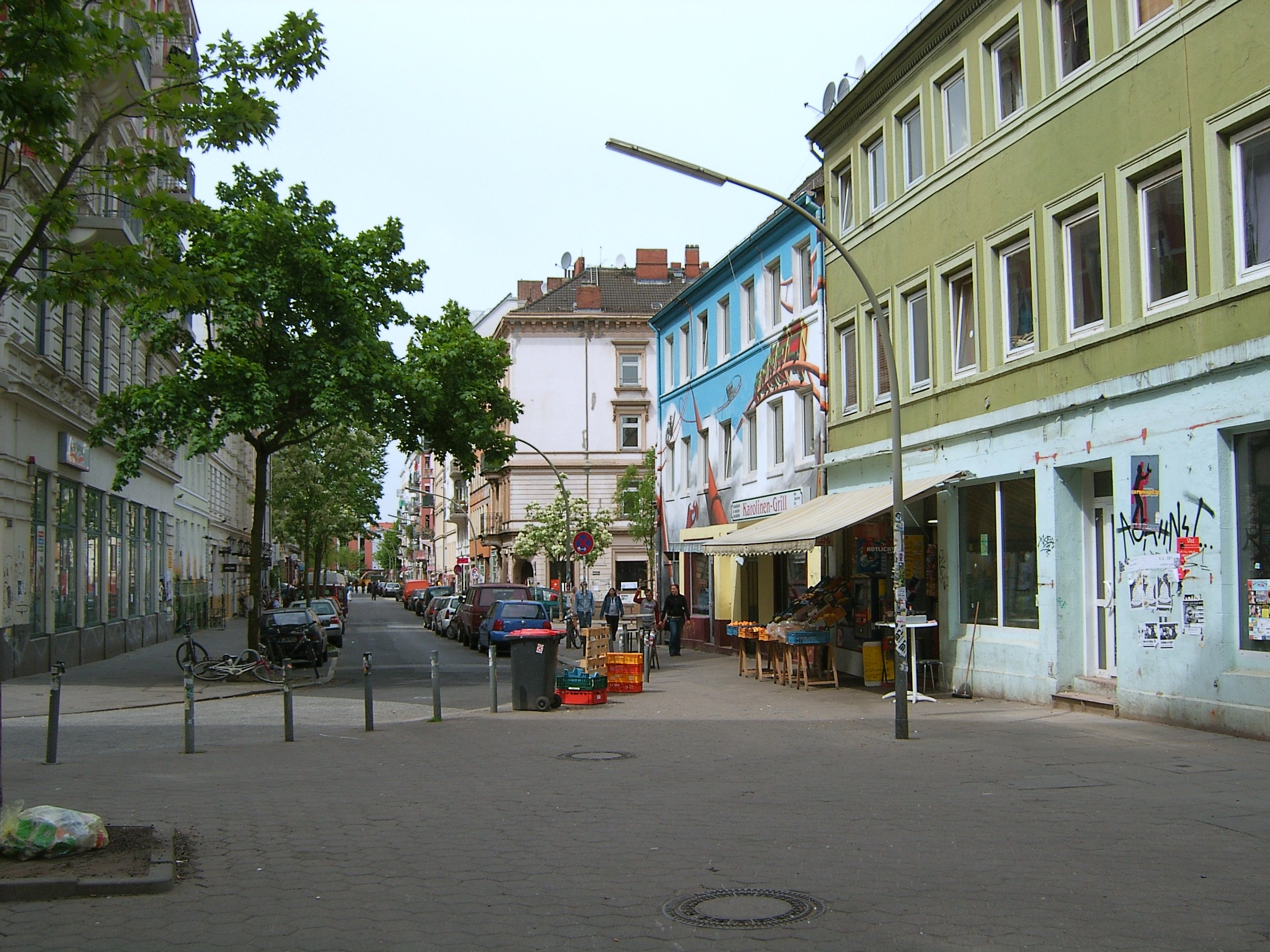
Die Marktstraße

Das Karolinenviertel war lange ein verarmtes Viertel, dessen Bebauung überwiegend noch aus der Gründerzeit stammt. Seit den 1990er-Jahren gab es Ansätze zur Gentrifizierung, gegen die es aber Widerstand aus Teilen der Bevölkerung bis hin zur Gewaltanwendung gegeben hat. Im Rahmen einer seit vielen Jahren betriebenen behutsamen Stadterneuerung hat sich in dem einstigen „Armeleuteviertel“ mittlerweile eine multikulturelle Mischung aus Zuwanderern, Einheimischen, Mode- und Designgeschäften und „Szene-Läden“ eingerichtet.

### Statistik
Das engere Karoviertel ist in der amtlichen Statistik als Statisches Gebiet 4002 erfasst. Hier leben etwa 4.100 Menschen. Im Viertel gab es Ende 2020 insgesamt 281 Wohngebäude und 2.222 Wohnungen. 182 der Wohnungen waren Sozialwohnungen im 1. Förderweg.

### Marktstraße
Die Marktstraße wird inoffiziell als die „Hauptstraße“ des Quartiers angesehen. Sie erhielt ihren heutigen Namen wahrscheinlich 1841, als die zum westlich gelegenen Neuen Pferdemarkt hinführende Straße. Zwischen dieser und der südlich benachbarten Feldstraße befanden sich annähernd parallel die Straßen „Bei der Ölmühle“ (heute nur „Ölmühle“) und „Mathildenstraße“, sowie die die Marktstraße kreuzende „Glashüttenstraße“.
Durch die Ausdehnung des Schlachthofes änderte sich in den 1890er-Jahren der Straßenverlauf, da ein Teil davon dem Schlachthofgelände zugeschlagen wurde. Die Einmündung wurde vom Neuen Kamp zur Feldstraße hin verlegt, indem man den unbefestigten „Müllergang“ zur Mühle auf dem Heiligengeistfeld als neuen Teil der Marktstraße befestigte, die seitdem von der Feldstraße schräg abbiegend zur Carolinenstraße (damalige Schreibweise) hin verläuft.
Mitte des 19. Jahrhunderts war sie eine eher großzügig angelegte Straße mit breiten Gehwegen und bürgerlichen Vorderhäusern, die zu dieser Zeit die erste Bebauung mit vorstädtischen Gartenhäusern ablösten. Die kleinteilige und verwinkelte Anordnung der Straßen im Umkreis der Marktstraße erinnert bis heute an den schnellen und weitgehend ungeplanten Wiederaufbau der nördlichen „Vorstadt Hamburger Berg“ ab 1815.
Hinter den eher großzügigen Vorderhäusern fanden sich häufig Hinterhäuser und Terrassenzeilen mit sehr beengten Wohnverhältnissen, darunter die sog. Budenreihe in der Marktstraße 7–9. Diese Lebensbedingungen spiegelt eine Beschreibung wider, die Mitte des 19. Jahrhunderts ein recht abschätziges Bild der Marktstraße zeichnet: „Nördlich vom heiligen Geistfelde – (...) auf dem nun die Schlachter einige Hammel grasen lassen – wohnen in der Marktstraße und deren Umgebungen in unansehnlichen Häusern größtenteils Handwerker, Fuhrleute, Fabrikarbeiter und dergleichen.“
Heute ist die Marktstraße über Hamburg hinaus bekannt für ihre zahlreichen Second-Hand-, Bekleidungs-, Design- und Modeläden sowie einem aus einer beliebten Fernsehserie bekannten Tattoostudio, die besonders an Wochenenden vorwiegend ein junges Szene-Publikum anlocken. Viele der jahrzehntelang im Karolinenviertel ansässigen Gewerbebetriebe, besonders aus der Fleischereibranche, sind hingegen längst weggezogen oder mussten ganz schließen.

### Hamburg-Messe und städtebauliche Sanierung
Die Messehallen östlich der Karolinenstraße wurden – ebenso wie der Park „Planten un Blomen“ – auf den bereits in den 1930er-Jahren weitgehend abgeräumten Flächen der ehemaligen Dammtorfriedhöfe errichtet. Die Standorte der alten Messehallen folgen bis heute dem schachbrettartig an der St. Petersburger Straße (früher: Jungiusstraße) ausgerichteten Wegenetz der Friedhöfe. Sie entsprechen jedoch kaum noch den Anforderungen an eine moderne Messe, so dass alle alten Hallen im Zuge der laufenden Erweiterung des Messegeländes und der Errichtung der „Neuen Messe Hamburg“ abgebrochen und durch neue ersetzt werden.
In der Hamburger Nachkriegsgeschichte gab es darüber hinaus wiederholt Überlegungen, das Viertel komplett zugunsten einer Erweiterung des angrenzenden Geländes der „Hamburg-Messe“ oder der Errichtung einer großen Sport- und Veranstaltungshalle abzureißen. Dieser Mehrzweckhalle (im Quartiers-Jargon: „Mehrzweckfalle“) sollte ein Großteil des östlichen Karoviertels zwischen Glashütten- und Karolinenstraße zum Opfer fallen. Sie knüpfte an Pläne zur Errichtung einer monumentalen Halle auf dem Heiligengeistfeld an, die bereits in den 1920er-Jahren und besonders in der Zeit des NS-Regimes vorangetrieben wurden.
Der monströseste Plan jener Jahre schlug eine „Halle der 100.000“ (für 100.000 Sitz- bzw. 180.000 Stehplätze) vor, die überragt werden sollte von einem 500 m hohen „Reichskraftturm“. Dieses Projekt wurde von 1933 bis 1942 im Zuge der „Führerstadt-Hamburg“-Pläne immer wieder diskutiert und weiterentwickelt, jedoch kriegsbedingt nie in die Tat umgesetzt. Auch nach 1945 waren die Hallenpläne lange Zeit nicht vom Tisch und lebten noch bis in die 1970er-Jahre weiter. Noch zu Beginn der 1980er-Jahre erlebten sie in vieldiskutierten und heftig umstrittenen neuen Vorschlägen für eine Mehrzweckhalle („Sport-Dome“) auf dem Heiligengeistfeld eine Renaissance.
Als Voraussetzung für die Messeerweiterung oder die Errichtung der Kongresshalle erwarb die Freie und Hansestadt Hamburg seit den 1950er-Jahren Grundbesitz und Immobilien im Karolinenviertel. Die Verwaltung zahlreicher Mietshäuser wurde der städtischen Wohnungsgesellschaft „Freie Stadt“ übertragen, die später in der staatlichen Wohnungsgesellschaft SAGA aufging. Der Wohnungsbestand wurde – teilweise jahrzehntelang – nur sehr mäßig instand gehalten und praktisch nicht modernisiert, da nach wie vor der Abbruch drohte. Viele der alteingesessenen Bewohner und auch zahlreiche Gewerbebetriebe zogen aus dem Viertel weg und andere Mieter mit geringeren Ansprüchen an Ausstattung und Instandhaltung der – meist sehr preiswerten – Wohnungen rückten nach.
Dabei handelte es sich um zwei Hauptgruppen: Arbeitsmigranten, überwiegend aus Süd- und Südost-Europa, aus der Türkei und den Mittelmeerländern, und jüngere Leute, meist Studenten und Schüler, die keine teuren Mieten bezahlen wollten oder konnten. Bei beiden Gruppen glaubten Wohnungsverwaltung und Stadtplanung, dass sie nur wenige Jahre im Quartier verweilen und einem Umzug oder einer Umstrukturierung kaum Widerstand entgegensetzen würden.
Die Erfahrungen im Verlauf der sanierungsvorbereitenden Untersuchungen der 1970er-Jahre und der fortschreitenden Modernisierung und Umstrukturierung waren dann jedoch andere, so dass sich die meisten Abbrüche nicht durchsetzen ließen.
Die Erweiterung des Messegeländes erfolgt darum seit 2004 auf den Flächen des aufgegebenen Güter- und Autoverladebahnhofs Hamburg-Sternschanze, des ehemaligen Heizkraftwerks „Karoline“ der HEW (auf der Karte von 1880: Gelände der Zollvereinsniederlage) und eines Teils der Gebäude der Deutschen Telekom und der Funkturmgesellschaft zu Füßen des Heinrich-Hertz-Turms. Diese Erweiterung und ein nahezu vollständiger Umbau des alten Messegeländes östlich der Karolinenstraße setzte sich bis 2008 fort. Die neu gestalteten Messehallen auf beiden Seiten der – zum „Messe-Boulevard“ mutierten – Karolinenstraße stehen mit ihren 14 bis 22 Meter hohen Hallen und haushohen Glasfassaden in sehr deutlichem Kontrast zu den überwiegend gründerzeitlichen Häuserfronten des Quartiers.
- siehe auch: Hamburg Messe und Congress

### Unmittelbar angrenzende Stadtgebiete
Der Charakter des Karolinenviertels als fast „dörfliches“ Gebiet in unmittelbarer Nachbarschaft zum „Central Business District“ (CBD) der inneren Stadt beruht nicht zuletzt auf den städtebaulichen Strukturen, die das Wohnquartier von benachbarten Wohngebieten trennt. So verbinden sich der Park von „Planten un Blomen“ (mit den Wallanlagen), das Messegelände und das Heiligengeistfeld zu einer großräumigen Trennzone zwischen Kernstadt und den westlichen Stadterweiterungsgebieten.
Der ehemals einzige direkte Zugang aus der Stadt durch das 1859 errichtete „Holstenthor“ wurde seit dem letzten Drittel des 19. Jahrhunderts durch die wehrhaften Bauten des sogenannten Justizforums am Sievekingplatz ersetzt. Sie bestehen aus dem Strafjustizgebäude im Stil der deutschen Renaissance (1879–82) mit den nördlich anschließenden Bauten der Untersuchungshaftanstalt Hamburg (Neubau, 1927–29; errichtet nach Plänen Fritz Schumachers), dem Ziviljustizgebäude (1897–1903) und dem Hanseatischen Oberlandesgericht in Hamburg (1907–12) mit dem in die Nachbarschaft versetzten Kaiser-Wilhelm-Denkmal.
Die Trennung wird im Westen und Norden durch die Gebäude und Umfassungsmauern des Fleischgroßmarktes Hamburg (ehemals: Schlachthof Hamburg) und das neu errichtete Parkhaus der Hamburg Messe vervollständigt.

### Verkehrsanbindung
Jeweils am Rand des Karolinenviertels liegen die U-Bahnhöfe Messehallen (U2), Feldstraße (U3) sowie der U-/S-Bahnhof Sternschanze (S2/S5/U3). Auf der Feldstraße und der Karolinenstraße verkehren mehrere Buslinien, die das Quartier über die Haltestellen U Feldstraße, Sievekingplatz und Hamburg Messe an das Hamburger Busnetz anschließen.

## Der Name des Quartiers
Die heute allgemein gebräuchliche Bezeichnung Karolinenviertel wird erst seit einigen Jahrzehnten für den nördlichen Teil St. Paulis verwendet. Namensgebend war die zwischen Quartier und östlich benachbartem Messegelände verlaufende Karolinenstraße, die 1843 als Carolinenstraße gemäß einer alphabetischen Liste weiblicher Vornamen benannt wurde.
Noch bis in die 1960er-Jahre hinein waren hingegen die Bezeichnungen „Schlachthofviertel“, „Nord-St. Pauli“ oder noch früher „Vor dem Holstent(h)or“ üblich. Erst mit der neuen Überlebensperspektive für das Quartier durch die – ab Ende der 1960er Jahre allmählich in Gang kommende – Sanierung innerstädtischer Altbaugebiete scheint sich auch diese neue Bezeichnung zur Identifikation des Quartiers sukzessive durchgesetzt zu haben.

## Geschichte

### Wiesen, Brunnen und Gartenvorland
Die Bebauung auf dem Gebiet des heutigen Karolinenviertels begann wahrscheinlich zu Beginn des 17. Jahrhunderts, nachdem die neuen Hamburger Wallanlagen gerade fertiggestellt waren. Zum Schutz der Wälle und der vorgelagerten Bebauung wurde 1682 auf dem „Heimichhuder Heidberg“, einer eiszeitlichen Sanddüne im Nordwesten vor den Wallanlagen, die freistehende sternförmige Bastion „Sternschanze“ errichtet.
Frühe Karten und Vermessungspläne des 18. Jahrhunderts zeigen Teiche und Leitungen im Norden des heutigen Karolinenviertels, demzufolge es dort offenbar Quellen und Bachläufe gab, deren Wasser aus dem höher gelegenen Wallvorland bequem in die Stadt geleitet werden konnte. Diese Nutzung bildete einen der ersten „Dienste“ der Vorstadt für die Kernstadt innerhalb der Wälle, in der Folge wurde hier 1907 der Sternschanzen-Wasserturm errichtet. Weitere Dienste folgten, wie z. B. die Müllentsorgung.

### Die „Kirchhöfe vor dem Dammthor“
In den Jahren 1712/13 wurde Hamburg zum letzten Mal von einer großen Pestepidemie heimgesucht, die eine große Zahl von Todesopfern forderte. 1713 war die Situation in der Stadt so prekär geworden, dass man christliche und jüdische Tote gemeinsam in einem Massengrab vor der Stadt beisetzen musste. Dieser Ort lag in der Nähe der heutigen Tiergartenstraße (südlich der Verbindungsbahn zwischen dem Dammtor- und dem Sternschanzenbahnhof) und trug noch lange Zeit den Namen „Pesthügel“.
Dieser Pestfriedhof bildete auch den Ursprung der Ende des 18. Jahrhunderts neu angelegten „Kirchhöfe vor dem Dammt(h)or“, die die Praxis der Bestattungen in und bei den innerstädtischen Kirchen beendeten. Die neuen Auffassung des Aufklärungszeitalters über hygienischen Bedingungen bei Bestattungen und neue Seuchengesetze führten dazu, dass ab 1794 zunächst die in der Innenstadt gelegenen Begräbnisplätze der Kirchspiele St. Petri, St. Nikolai und der Klosterkirche St. Johannis, später auch die Friedhöfe von St. Katharinen (1797), St. Michaelis (1799), der Klosterkirche des St. Maria-Magdalenen-Klosters (1805), von St. Gertruden und St. Pauli westlich der Stadt vor den Wällen zusammengefasst wurden. Ihre Nutzung für Bestattungen wurde zwischen 1879 und 1899 nach Eröffnung des neuen Hauptfriedhofs Ohlsdorf allmählich eingestellt.
Laut § 9 der Begräbnisordnung vom 27. September 1882 durften Bestattungen auf den „Begräbnisplätzen vor dem Dammthor, in Eppendorf und in Hamm“ generell nur noch maximal 15 Jahre bis zum 31. Dezember 1895 (gerechnet ab 1. Januar 1880) in Familien-Erbgräbern stattfinden. In Grüften und Mausoleen durften Beisetzungen im Einzelfall mit besonderer Genehmigung auch noch nach diesem Zeitpunkt durchgeführt werden. Mit einer Sondergenehmigung sollten Familienmitglieder noch weitere zehn Jahre in Erbgräbern beigesetzt werden dürfen. Danach sollte von der endgültigen Schließung der Friedhöfe an noch eine 25-jährige Ruhezeit gewährt werden, in der allerdings bereits die „allmähliche Aufhebung der Begräbnisplätze“ durchgeführt werden sollte.
Zu den Grabsteinen und Gebäuden heißt es in diesem Zusammenhang: „Die auf den Begräbnisplätzen befindlichen Denkmäler und Bauwerke gehen, ..., mit dem Ablauf der Ruhezeit in das öffentliche Eigenthum über.“
Die Vorbereitungen für die Anlage des neuen „Centralfriedhofes Ohlsdorf“ traf zu dieser Zeit die „Senats- und Bürgerschafts-Commission für die Verlegung der Begräbnisplätze“. Im Jahre 1894 gingen fast alle alten lutherischen Kirchhöfe in die Verwaltung der Friedhofsdeputation über und wurden dann 1904 endgültig für Beerdigungen geschlossen.
Die alten Friedhöfe in den Wallanlagen östlich des Karolinenviertels entwickelten sich in den folgenden Jahrzehnten zu einer weitläufigen und idyllischen Parklandschaft, die auch wegen der historischen Grabsteine und Mausoleen von vielen Besuchern aufgesucht wurde. Trotzdem mussten sie von Mitte der 1930er-Jahre an den neuen Gartenanlagen der „Großen Niederdeutschen Gartenausstellung Planten und Blomen“ und dem neuen Ausstellungsgelände weichen.
Die Geschichte dieses Ortes kam in den folgenden Jahrzehnten bei Bauarbeiten jedoch immer wieder zum Vorschein. So wurden anlässlich der Internationalen Gartenbau-Ausstellung 1953 (IGA '53) auf Veranlassung des Landschaftsarchitekten Karl Plomin noch zahlreiche der im Untergrund gefundenen Grabsteine und Fragmente der früheren Bebauung gesprengt. Auch während des Neubaus eines neuen Veranstaltungssaales des Congress Centrums Hamburg (CCH) und bei den Baumaßnahmen zur Erweiterung der Hamburg Messe kamen seit 2004 immer wieder Überreste der früheren Bestattungen zutage, die auf den Friedhöfen in Ohlsdorf und Öjendorf in Sammelgräbern beigesetzt wurden.

### Zerstörung und Wiederaufbau nach der „Franzosenzeit“
Ebenso wie das übrige St. Pauli (damals noch als „Hamburger Berg“ bezeichnet) und andere Gebiete „vor den Wällen“ fiel das Gebiet des heutigen Karolinenviertels im Winter 1813/14 der „Demolirung“, wie es in zeitgenössischen Schriften heißt, durch die französischen Besatzungstruppen Marschall Davôuts zum Opfer.
Dies war nach der Zerstörung der frühesten Bebauung im Jahre 1686, die Hamburger Dragoner im Kampf gegen die angreifenden Truppen König Christians V. von Dänemark durchführten, bereits die zweite, keineswegs jedoch die letzte tiefgreifende Umwandlung des Quartiers durch Vernichtung der Bebauung und anschließenden Wiederaufbau.
Dieser begann schon unmittelbar nach dem Abzug der französischen Truppen am 30. Mai 1814 in Form von Garten- und Landhäusern entlang der Karolinen- und der Marktstraße. Aus der Wiederaufbauzeit der Vorstadt sind heute kaum noch Gebäude erhalten, denn das ursprüngliche Gartenviertel im nördlichen Teil des Hamburger Berges wurde besonders in der Zeit der Wohnungsnot nach dem Großen Brand 1842 und vor allem nach Aufhebung der Torsperre und des Sperrgeldes (31. Dezember 1860) in der Gründerzeit außerordentlich dicht bebaut. Dieser Bebauung mussten viele Gebäude der ersten Bauschichten weichen oder sie wurden durch Aufstockung bzw. Vor- und Anbauten stark verändert.

### „Boom-Phasen“ der vorstädtischen Entwicklung

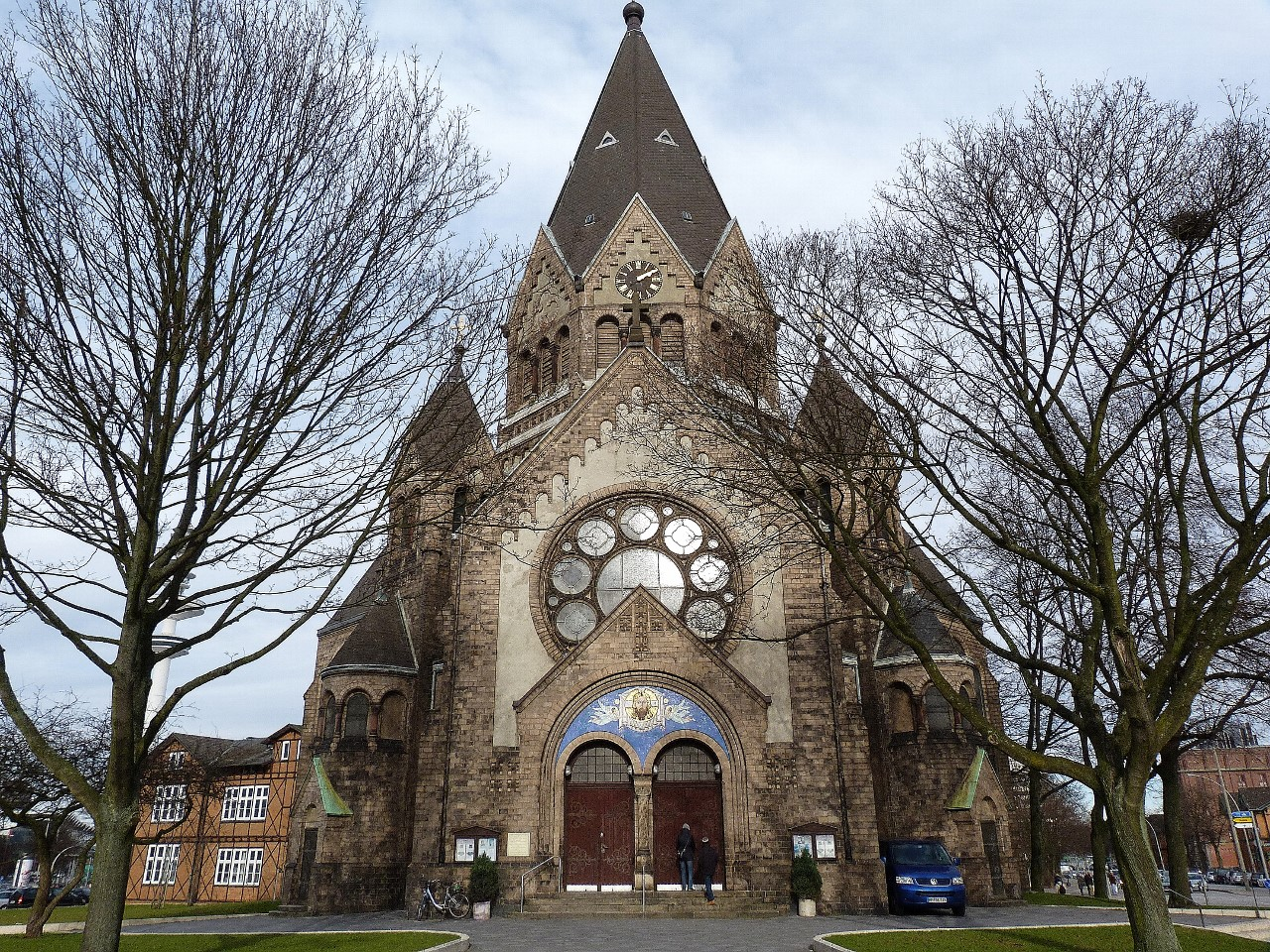
Die Gnadenkirche im Karolinenviertel

Nach Aufhebung von Torsperre setzten eine erhebliche Verdichtung der Bebauung und ein rapides Wachstum in die Höhe ein, die gerade in den 1860er- und 1870er-Jahren kaum durch restriktive Schutzvorschriften einer einheitlichen Bauordnung gebremst wurden, so dass sowohl an den Blockrändern als auch in den Innenbereichen sehr hohe, dicht beieinander stehende Gebäude – mit teils erheblicher Tiefe – entstanden.
Zugleich hatte der Norden St. Paulis durch die Anlage des Holstentores (1859), die durchgehende Befestigung der Feldstraße, die Verlängerung der Neuen Rosenstraße (heute: Schanzenstraße) und den Bau der Hamburg-Altonaer Verbindungsbahn (1866/67) eine erheblich bessere Verkehrsanbindung erhalten. Dies sorgte in diesem Bereich zusammen mit der Einführung der Gewerbefreiheit (1865) für die Errichtung zahlreicher kleinerer und größerer Gewerbe- und Industriebetriebe, so dass schon im ersten Jahrzehnt nach Aufhebung der Torsperre ab 1861 – und damit noch vor Beginn der sog. „Gründerjahre“ (ab 1871/73) – zahlreiche ältere Gebäude abgebrochen oder umgebaut und aufgestockt wurden.
Diese Entwicklung beschleunigte sich durch die wirtschaftliche Prosperität der Gründerzeit im letzten Drittel des 19. Jahrhunderts noch mehr. In enger Nachbarschaft zueinander entstanden zahlreiche weitere Wohn- und Gewerbebauten, so dass in vielen Bereichen des Karolinenviertels bis heute hinter den Etagenhäusern aus den Jahrzehnten zwischen 1870 und 1900 Speicher-, Gewerbe- und Fabrikbauten zu finden sind. Auch die meisten Wohnterrassen und Passagen, die durch die Blöcke führen, stammen aus dieser Epoche. Ein Beispiel für den Kirchenbau der Gründerzeit findet sich mit der 1907 geweihten neoromanischen Gnadenkirche. Diese ist heute als russisch-orthodoxe Kirche dem Heiligen Johannes von Kronstadt geweiht.
Der Jugendstil als letzte architektonische Epoche vor dem Ersten Weltkrieg hat hingegen nur noch wenige, teilweise aber umso eindrucksvollere Spuren hinterlassen. Vor allem ist hier das in den Jahren 2003/04 vollständig sanierte bürgerliche Etagenhaus in der Marktstraße 114 zu nennen.

### Das Kraftwerk „Karoline“

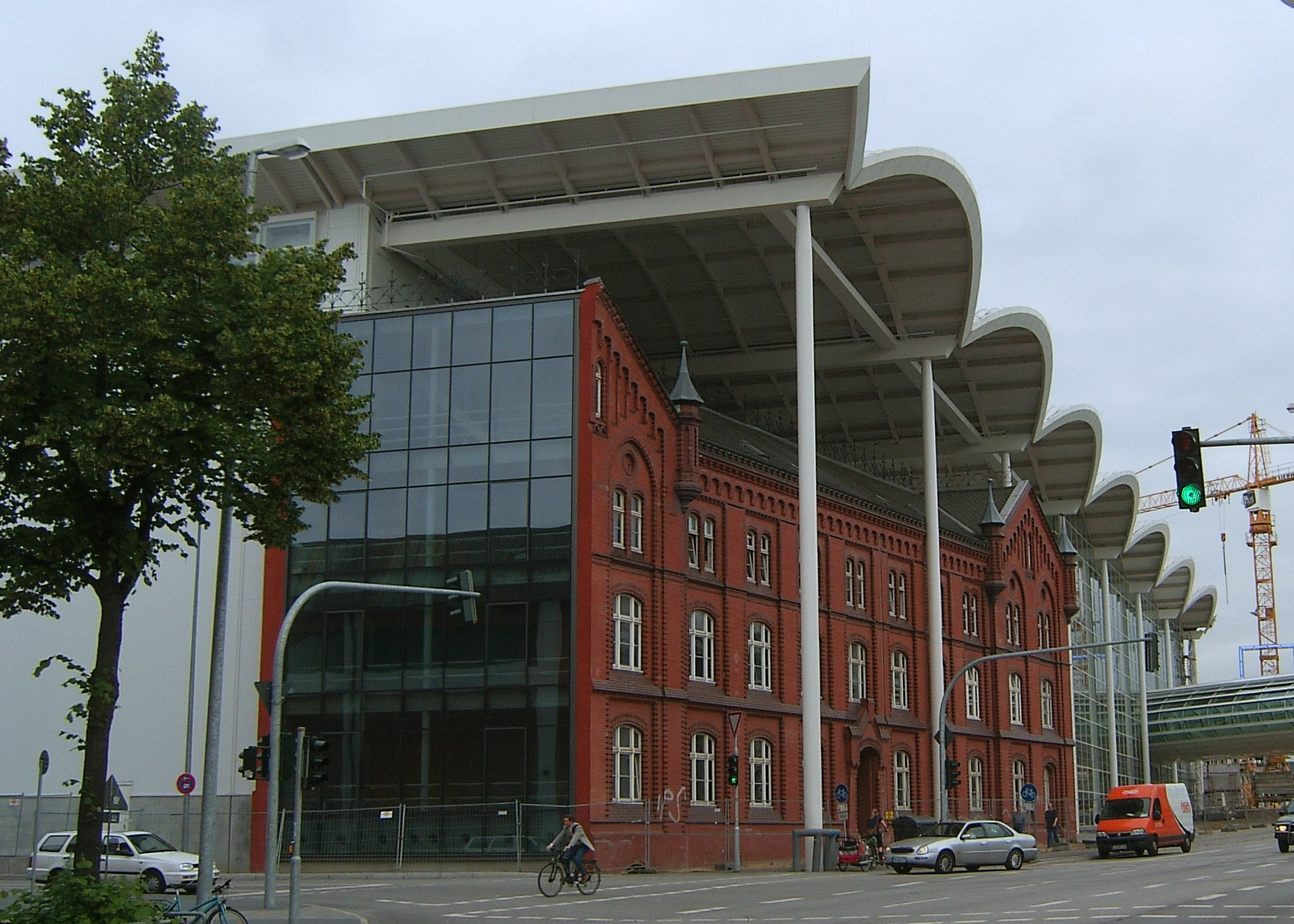
Fragment des Verwaltungsgebäudes

An der Einmündung der abgewinkelten Grabenstraße (ehemals östlicher Teil der Kampstraße, heutige Flora-Neumann-Straße) in die Karolinenstraße wurde 1894–1895 das Kohlekraftwerk „Karoline“ errichtet, das erste Kraftwerk der 1894 gegründeten Hamburgischen Electricitäts-Werke. Die elektrischen Maschinen stammten von dem Nürnberger Unternehmen Schuckert & Co., der „Kopfbau“ an der Karolinenstraße mit den Büroräumen wurde nach Entwürfen des Hamburger Architekten Albert Winkler ausgeführt, einem wichtigen Vertreter der „Hannoverschen Schule“ in Hamburg und Altona.
Besonders von den 1930er bis zu den 1960er Jahren wurden die Kraftwerksanlagen mehrfach erneuert und erweitert. Das Kraftwerk lieferte zunächst vor allem den Betriebsstrom für die Hamburger und Altonaer Straßenbahnen, später trug es jahrzehntelang wesentlich zur Fernwärmeversorgung in Hamburg bei.
Nach der Abschaltung des technisch veralteten und stark umweltbelastenden Kraftwerks im Jahr 1988 wurden die drei Schornsteine und die vom Sternschanzenbahnhof kommenden Kohleförderbänder abgebrochen und der Standort von der HEW zu einer Steuerungszentrale für die Fernwärmeversorgung umgebaut. Für die durch die Aufgabe des Kraftwerksbetriebs frei werdenden Flächen der Kohlebunker, die inzwischen – ebenso wie die Dampfspeicher – abgetragen wurden, und des noch existierenden Kesselhauses gab es bereits Interesse auf Seiten der Messegesellschaft. Auch das Kesselhaus mit seinen historischen Maschinen musste 2002/2003 vollständig der Erweiterung des Geländes der Hamburg Messe weichen.
Gut erhalten war dagegen der – in den 1990er-Jahren denkmalgerecht sanierte – neugotische Backsteinbau des ehemaligen Verwaltungsgebäudes an der Karolinenstraße, dessen südlicher Teil jedoch ebenfalls teilweise abgebrochen wurde, um einen Durchbruch für die nunmehr hierher umgeleitete Lagerstraße zu schaffen.
Aus technikgeschichtlicher Sicht stellten die 1958 erneuerte Maschinenhalle und das Kesselhaus ein einzigartiges Ensemble dar, dessen Erhaltung jedoch – trotz Fürsprache der Denkmalpflege – nicht gelang. Nur der fragmentarische Rest des 1896 fertiggestellten Verwaltungsgebäudes im neugotischen Stil existiert noch. Es steht inzwischen – buchstäblich – unter dem Dach einer neuen Messehalle, ist jedoch bis heute kein formell geschütztes Kulturdenkmal.

### Der Schlachthof und die benachbarten Wohnterrassen
Der Schlachthof trennt das Viertel vom benachbarten Schanzenviertel. Zur Geschichte des Schlachthofs siehe Schlachthof Hamburg

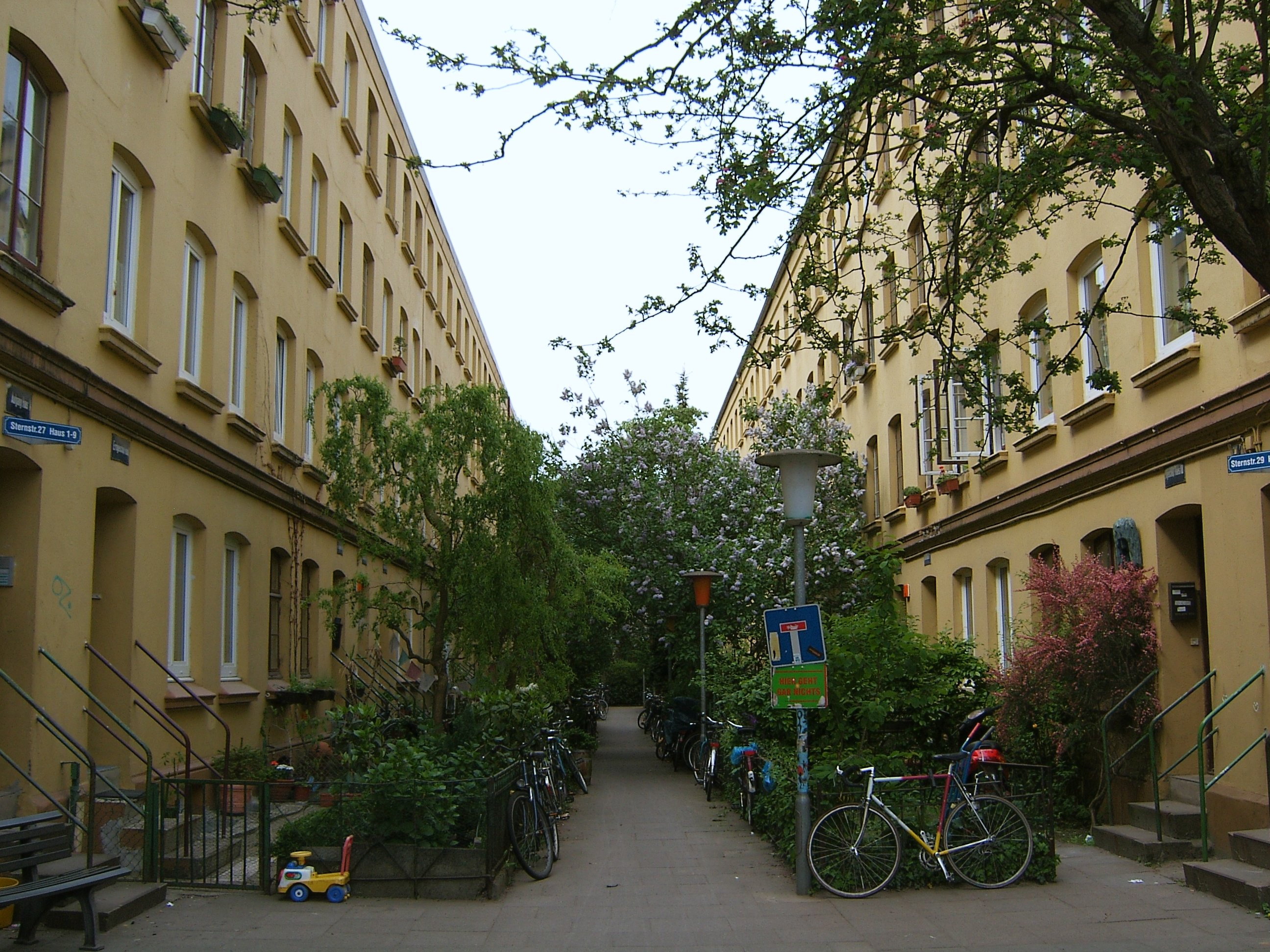
Sternstraße

Der Begriff Terrasse wird hier abweichend von seiner üblichen Verwendung gebraucht und geht auf die englische Bezeichnung „Terraced Houses“ für schmale Straße mit Reiheneinfamilienhäusern zurück. In Hamburg bezeichnet er – ähnlich wie die verwandte Benennung Passage – ursprünglich Privatstraßen für geschlossene Kleinwohnungsanlagen, die von öffentlichen Straßen abzweigten. Später wurde er allgemein für Wohnhinterhöfe verwendet, die zunächst im Zuge der gründerzeitlichen Stadterweiterungen im Ring der Vorstädte vor den Wallanlagen entstanden. Meist wurden dazu langgezogene Gartengrundstücke, die sich hinter vielen der repräsentativeren Vorderhäusern erstreckten, mit ein oder zwei Häuserzeilen bebaut. Zu erkennen ist diese ehemalige Wohnform der Hamburger Arbeiterschaft bis heute an eigenständiger, geschlossener Blockinnenbebauung, die im Allgemeinen beiderseits an rechtwinklig von der Straße abzweigenden Fahr- oder Fußwegen gelegen ist. Dabei werden Sackgassen meist als Terrasse, Verbindungen zweier Straßen hingegen im Allgemeinen als Passage bezeichnet. Ausgehend von den Vorstädten entstanden sie bald in allen Stadterweiterungsgebieten des 19. Jahrhunderts, um den starken Wohnraumbedarf der mit der fortschreitenden Industrialisierung in die Stadt strömenden Arbeiter zu decken. Ihre Form bestimmte das Hamburger Baupolizeigesetz von 1865 (ersetzt 1882, novelliert 1893). Dieses legte unter anderem fest, dass die Höhe der Terrassengebäude geringer sein musste als die der Vorderhäuser. Zudem musste ein gewisser Abstand zu diesen eingehalten werden und auch die Mindesthöhe und -breite der Torwege war vorgeschrieben, um der Feuerwehr den Zugang zu den Wohnhöfen zu ermöglichen. (Dass Schutzpolizisten – in Hamburg leicht abfällig „Udels“ genannt – und auch die „Vigilanten“ der politischen Polizei die Arbeiterwohnquartiere dadurch besser überblicken konnten, war vermutlich ein willkommener Nebeneffekt.) Seit 1882 war auch das Wohnen in Kellerwohnungen nicht mehr gestattet, so dass in den 1880er-Jahren zahlreiche Terrassenhäuser ohne Keller errichtet wurden.
Die erste Terrassenanlage, bei der Ideen des sozialen Wohnungsbaus verwirklicht wurden, befindet sich unweit des Karolinenviertels in der Wohlwillstraße. Dort wurde 1866–70 als „Musterwohnanlage“ zur „Lösung der Arbeiterwohnungsfrage“ in Zusammenarbeit zwischen der Patriotischen Gesellschaft von 1765 und der Bau-Gesellschaft von 1866 die Jägerpassage errichtet.
Dieser Anlage folgten in den Jahrzehnten vor dem Ersten Weltkrieg zahlreiche weitere, von denen einzelne überraschend aufwendig gestaltet sind, wie zum Beispiel die Häuser beiderseits der Beckstraße, die 1898/99 errichtet wurden. Eine der letzten Anlagen aus dieser Epoche ist der Holstengarten. Er bildet chronologisch und typologisch einen Abschluss der Terrassenbebauung der Vorstädte und ist gekennzeichnet durch die deutliche Trennung zwischen Vorderhäusern und Terrassenzeilen, einen umzäunten Gartenstreifen in der Mitte der Terrasse, gegliederte Fassaden und kleine Balkons für die Wohnungen.
Nachdem die starke Verdichtung der Wohnterrassen jahrzehntelang als „städtebaulicher Missstand“ betrachtet wurde, erlebten sie mit den städtebaulichen Sanierungen seit Ende der 1970er-Jahre eine Renaissance als beliebte Wohnquartiere. Dazu trug sicher einerseits die allmähliche Verbesserung der Lebens- und Umweltbedingungen (geringere Wohndichte durch kleinere Familien, Ablösung der Kohleöfen durch weniger umweltbelastende Heizungen) bei, andererseits aber auch der immer stärker zunehmende Stadtverkehr, der ruhige „Hinterhof“-Lagen plötzlich wieder attraktiv machte. Mit der sogenannten Laue-Passage im Nordwesten des Karolinenviertels – zwischen der Schanzen- und der Sternstraße – wurde diese Bauform dann auch im Neubau wieder aufgegriffen. Bei dieser Ende der 1990er-Jahre errichteten Passage handelt es sich um eine der ersten neuen Passagen im Bereich der gründerzeitlichen Stadterweiterungsgebiete, die mit der ehemaligen Fläche der Gewürzfabrik Hermann Laue (Markenname HE-LA) eine industrielle Konversionsfläche zu einem Wohngebiet umnutzt. Ähnliche Umnutzungen sind seither auch in anderen innerstädtischen Quartieren Hamburgs erfolgt.

### Bauwagenplatz „Bambule“
Den Namen „Bambule“ trug ein Bauwagenplatz im Karolinenviertel. Er befand sich bis zu seiner Räumung durch die Polizei am 4. November 2002 unmittelbar südlich des Fleischgroßmarktgeländes an der Vorwerkstraße. Neben dem Bauwagenplatz bot auch die ruhige Nebenstraße, die sich in der anschließenden Laeiszstraße in einer Sackgasse fortsetzte, Bewohnern von Bau- und Wohnwagen nahezu zehn Jahre lang einen Aufenthaltsort.

## Wohnprojekte und Baugemeinschaften
Seit den 1980er-Jahren hat sich das Karolinenviertel zu einem bevorzugten Standort für Wohnprojekte und Baugemeinschaften entwickelt. Dazu zählen im östlichen Teil des Quartiers:
- das Wohnprojekt „Bahnhofstraße“ in der Marktstraße 107, in dem es im Gegensatz zu vielen späteren Projekten keine vollständig abgeschlossenen Wohneinheiten, sondern zahlreiche Gemeinschaftsbereiche gibt, wie sie auch in Wohnheimen für Studenten üblich sind. Das Projekt erkämpfte ein fünfzigjähriges Erbbaurecht für das Gebäude.
- das Projekt „Karolina“ in der Karolinenstraße, in dem sich eine Gruppe alleinerziehender Frauen zusammengeschlossen hat.
- das Projekt „Wilde Mathilde“ in der Mathildenstraße, dessen auffallendstes äußeres Merkmal eine technisch aufwendige architektonische Gestaltung der Dachzone für den Gemeinschaftsraum im Dachgeschoss ist.
- das genossenschaftliche Projekt „Markthof“ in der Marktstraße am Ölmühlenplatz, in dem neben Wohnungen auch Ladenflächen entstanden sind, so dass die klassische gründerzeitliche Zonierung mit Wohnungen oberhalb der Gewerbebetriebe im Unter- und Erdgeschoss wieder aufgegriffen wurde.
- ganz in der Nähe eine Baugemeinschaft am Ölmühlenpark

Hinzu kommt im westlichen den Teil das Projekt „Nimm 2“, für das ehemalige Hausbesetzer einen früher gewerblich genutzten Gebäudekomplex zu Wohnungen umgebaut haben.
Zu nennen ist auch das Wohn- und Atelierhaus Vorwerkstift, das unter der Ägide der Patriotischen Gesellschaft aus einem ehemaligen Witwen- (bzw. vormals Lehrlings-)Wohnstift der Hamburger Reederei Vorwerk entstanden ist und Künstlern preiswerte, Wohn-, Arbeits- und Ausstellungsräume bietet.
Die Bevorzugung des Karolinenviertels durch Wohnprojekte beruht nur zum Teil auf einer sozialen oder politischen Vorliebe ihrer Bewohner für das Quartier. Ein weiterer Grund ist die jahrzehntelange Vernachlässigung des Gebietes durch Politik und Planung, die zu einem desolaten Erhaltungszustand vieler Häuser und erheblichem Leerstand beigetragen hatte. So konnten ganze Häuser an Gruppen zur Sanierung gegeben werden, die ihren Kostenanteil durch ihre eigene Arbeit erbringen wollten.
Andere Gruppen nutzten den Umstand, dass im Karolinenviertel auch noch Jahrzehnte nach dem Zweiten Weltkrieg Trümmergrundstücke oder unbebaute „Bombenlücken“ an den Blockrändern vorhanden waren, um dort ihre Neubauten zu platzieren.
Sowohl Leerstand als auch brachliegende Grundstücke hatten jahrzehntelang spekulative Hintergründe, da sowohl die öffentliche Hand als auch private Eigentümer mit wachsenden Gewinnen durch neue Nutzungen oder eine künftige städtebauliche Sanierung rechneten, die dann in den 1980er-Jahren auch in Gang kam (siehe auch Liste der Hausbesetzungen in Hamburg).
Für die Dauer dieser Sanierung besteht durch staatliche Kontrollmechanismen zwar ein gewisser Schutz vor überhöhten Grundstückspreisen. Dieser endet jedoch mit dem Ende des Verfahrens, so dass danach häufig erhebliche Planungsgewinne realisiert werden können.

## Politik
Bei der Bürgerschaftswahl 2004 entfielen 46,9 % der Stimmen auf GRÜNE/GAL bei einer Wahlbeteiligung von 54,4 %.

## Zeittafel
| 1633                              | Errichtung der Ölmühle nördlich des Heiligengeistfeldes und Erwähnung einer Windmühle am nördlichen Rand des Heiligengeistfeldes. |
| 1690                              | Errichtung der Rumbaumschen Schule auf die Initiative von Hieronymus Pasmann (1641–1716) und der Witwe Helene Rumbaum an der Position der heutigen Flora-Neumann-Straße 5 |
| 17. bis 19 Jahrhundert            | Der Müll der Neustadt wird zum „Gassenkummerplatz“ (im heutigen Karolinenviertel im Bereich von Laeisz- und Vorwerkstraße) gebracht. |
| 1686                              | Belagerung Hamburgs und 5-tägige Besetzung St. Paulis durch Truppen des dänischen Königs Christian V.; Abwehr des dänischen Angriffes an der Sternschanze; Zerstörung der Ölmühle (in der Nähe des heutigen Ölmühlenplatzes im Karolinenviertel), der gerade neu errichteten St.-Pauli-Kirche und der Tranbrennereien am Elbufer. |
| 1711                              | Das Gebiet des Heiligengeistfeldes wird dem Amt der Knochenhauer gegen eine jährliche Pacht „für immer“ als Weide für ihr Schlachtvieh überlassen. |
| 1712–14                           | Pestepidemie mit ca. 10.000 Todesopfern, d. h. ca. 17 % der Gesamtbevölkerung. Die Beisetzung der Toten erfolgt in Massengräbern, u. a. dem „Pesthügel“ westlich vor den Wällen im Bereich von „Planten un Blomen“ nahe der heutigen Tiergartenstraße. |
| 1761                              | Errichtung einer Glashütte durch den Unternehmer Brunnemann (oder: Brunemann) im Bereich der Einmündung der heutigen Marktstraße in die Karolinenstraße (stillgelegt um 1800). |
| März 1806                         | Steintor und Millerntor werden – ebenso wie zuvor bereits der 1804–06 abgetragene St.-Marien-Dom – zum Abbruch verkauft, die Sternschanze wird geschleift. |
| 19. Nov. 1806                     | Besetzung der Stadt durch Truppen Kaiser Napoleons I. von Frankreich und damit Beginn der „Franzosenzeit“ (bis 1814); viele Firmen und Handelshäuser weichen in das benachbarte dänische Altona aus. |
| 1810–14                           | Hamburg ist Hauptstadt des französischen Départements des Bouches de l’Elbe. |
| 3. März 1813                      | Mehrere vermeintliche Rädelsführer des kurzzeitig aufgeflammten Aufstands gegen die französische Besatzungsmacht und der Unruhen der letzten Februarwoche 1813 werden auf dem Heiligengeistfeld standrechtlich erschossen. |
| ab 25. Dez. 1813 bis 5. Jan. 1814 | Durch die Niederbrennung St. Paulis auf Anordnung des französischen Stadtkommandanten Marshall Davôut werden nicht nur zahlreiche Wohnhäuser, sondern auch die St. Pauli-Kirche, der Krankenhof sowie die Werften und Tranbrennereien und das Hanfmagazin am Elbufer zerstört. |
| 30. Mai 1814                      | Endgültiger Abzug der französischen Besatzungstruppen. Hamburg steht – auch wegen der Kontinentalsperre – vor dem wirtschaftlichen Ruin. |
| ab 1818/20                        | Nach der endgültigen Schleifung der Wallanlagen beschleunigt sich der Wiederaufbau der zerstörten Vorstädte. In St. Pauli konzentriert er sich zunächst auf die Gegend um die St.-Pauli-Kirche und die Reeperbahnen sowie den nördlichen Bereich entlang der Marktstraße. |
| 18. Okt. 1821                     | Einweihung des neuen Millerntors als Zugang zur Stadt für Reisende und Waren, für deren Einfuhr es auch die Zollstation bildete. |
| ab 1821                           | Im Bereich der Alten Wallanlagen wird in der Nähe des Dammtores mit der Anlage eines Botanischen Gartens begonnen, der später zum Kernbereich des Landschaftsparks „Planten un Blomen“ wird. |
| 22. Okt. 1830                     | Nach Aufhebung der landesobrigkeitlichen Rechte der geistlichen Stifte – u. a. des Hospitals zum Heiligen Geist – wird die Landherrenschaft der Vorstädte, darunter die „Vorstadt Hamburger Berg“ (unter Verwaltung eines Ratsherren) als 8. Steuerdistrikt, gebildet. „Erbgesessene Bürger“, d. h. Grundeigentümer (mit entsprechendem Mindesteinkommen), der Vorstadt können von diesem Zeitpunkt an den Hamburger Bürgereid ablegen und Mitglied der Bürgerschaft werden.                                    |
| 6. Nov. 1833                      | Die ehem. Landherrenschaft Hamburger Berg wird durch „Publicandum des Rathes“ über ein „Reglement der öffentlichen Verhältnisse“ in den Vorstädten in „Vorstadt St. Pauli“ umbenannt und in ein sog. „Patronat“ (bis 1875) umgewandelt. Kurz darauf beginnt man mit der Befestigung der Straßen sowie der Nummerierung der Häuser und führt die öffentliche Straßenbeleuchtung auch in der Vorstadt ein. |
| 5. bis 8. Mai 1842                | Der „Große Hamburger Brand“ zerstört erhebliche Teile der Altstadt und macht mehrere zehntausend Menschen obdachlos. |
| seit Mitte 1842                   | Der Zuzug von Brandgeschädigten nach St. Pauli (u. a. in den Bereich des Spielbudenplatzes und das heutige Karolinenviertel) führt zu einer Bevölkerungsexplosion, zu einem Bauboom und ersten städtebauliche Planungsmaßnahmen. Örtliche Grundeigentümer sind sehr besorgt über den Verfall der Immobilienpreise. |
| ca. 1844/45                       | Errichtung der Budenreihe als „Hülfswohnungen“ für Brandgeschädigte in der Marktstr. 7–9. |
| ab 1857                           | Wegen der zunehmenden Bevölkerungsdichte wird die Errichtung eines Sielsystems, darunter des Geeststammsiels nach St. Pauli, nach Plänen des englischen Ingenieurs William Lindley vorangetrieben; ein Ausläufer durchzieht unter der Marktstraße das Karolinenviertel. |
| 1859                              | Durch eine Verfassungsreform wird in Hamburg u. a. einer „Hamburgische Staatsangehörigkeit“ eingeführt. – Die Eröffnung des „Holstenthores“ und der Ausbau der Feldstraße (bis 1862) stellen eine neue Verbindung zum „Neuen Kamp“ und nach Altona her. Zugleich erfolgt die Errichtung einer durchgehenden Bebauung an der Nordseite der Feldstraße (gegenüber dem Heiligengeistfeld). |
| ab 1. Jan. 1861                   | Nach dem Ende der Torsperre sind Millerntor und Nobistor von nun an – wie alle anderen Hamburger Stadttore – durchgehend geöffnet. Die Aufhebung der Torsperre und damit auch des nächtlichen „Sperrgeldes“ führt zu einer stark beschleunigten Verdichtung der Vorstadtbebauung. |
| 1861/62                           | Anlage eines staatlichen Zoologischen Gartens im nordwestlichen Bereich der ehemaligen Wallanlagen nördlich der „Kirchhöfe vor dem Dammthore“ (südlich der heutigen Tiergartenstraße). |
| 1863                              | Veranstaltung einer „Internationalen Landwirthschaftlichen Ausstellung“ auf dem Heiligengeistfeld. |
| ab 1863/64                        | Errichtung erster Gebäude des „Central-Schlachthofs“ und des Viehmarktes in St. Pauli-Nord; in ihrem Umfeld Ansiedlung zahlreicher schlachthofbezogener, häufig stark umweltbelastender Betriebe (z. B. Viehhandlungen, Seifensiedereien, darmverarbeitende Betriebe, Lohgerbereien, Dampfschmelzmühlen für Fette, Schmalzraffinerien etc.). |
| 7. Nov. 1864                      | Verabschiedung des Gesetzes zur Einführung der Gewerbefreiheit und damit (ab 1. Jan. 1865) endgültige Auflösung der traditionellen Zünfte sowie Aufhebung des alten Bürgereides durch das „Gesetz betreffend die Staatsangehörigkeit und das Bürgerrecht“. |
| 1866                              | Durch die Errichtung der Verbindungsbahn zwischen dem Berliner Bahnhof am Klostertor und dem Altonaer Bahnhof erhält auch der Viehmarkt an der Sternschanze einen Eisenbahnanschluss. (Das ursprüngliche Bahnhofsgebäude ist bis heute erhalten und steht unter Denkmalschutz.) |
| 1869                              | Im Rahmen einer amtlichen Grenzregulierung wird im Norden die neue Grenze St. Pauli zu Eimsbüttel festgelegt. Zwischen Verbindungsbahn und Schlachthofviertel wird mit der Zollvereinsniederlage ein neues Hauptzollamt errichtet. |
| 1871                              | Im Jahr der Reichsgründung des (2.) Deutschen Kaiserreiches erhält St. Pauli durch die neue Landgemeindeordnung – zusammen mit 15 weiteren stadtnahen „Landgemeinden und Wohnplätzen“ – den Status eines Vororts. |
| nach 1871                         | Auf dem Heiligengeistfeld finden regelmäßig Militärparaden anlässlich des „Sedanstages“, d. h. zur jährlichen Feier des Sieges über Frankreich im Krieg von 1870/71, statt. |
| 1876                              | Nach Aufhebung der Patronatsverwaltung wird St. Pauli in die städtischen Verwaltungsstrukturen eingegliedert. |
| 1880                              | Eröffnung des Schlachtenpanoramas nahe am Millerntor auf dem Heiligengeistfeld; auch zahlreiche Schausteller beginnen damit, die Buden und Geschäfte des jährlichen Weihnachtsmarktes („Hamburger Dom“) vom Spielbudenplatz auf das Heiligengeistfeld zu verlegen, wo der „Dom“ ab 1893 ausschließlich stattfindet. |
| 1880–88                           | Durch die Errichtung der Zollanschlussbauten der Speicherstadt auf Wandrahm, Holländischem Brook und Kehrwieder als „Zollausland“ kommt es zur Vertreibung der dortigen Wohnbevölkerung (mehr als 20.000 Menschen) und zu einer großen Nachfrage nach preiswertem Wohnraum in Vorstädten und Stadterweiterungsgebieten. |
| 1886–97                           | Anlage zahlreicher neuer Straßenbahnlinien durch St. Pauli nach Altona, Eimsbüttel und Rotherbaum; seit 1894 Elektrifizierung und Stromversorgung mit Hilfe des neuen Kraftwerks an der Karolinenstraße. |
| 1892                              | Letzte große Cholera-Epidemie in Hamburg mit fast 10.000 Todesopfern, vor allem in den Gängevierteln der Alt- und Neustadt und den dicht besiedelten Arbeiterquartieren in den Vorstädten und Stadterweiterungsgebieten. Wiedererrichtung des erstmals im Jahr 1690 an der Stelle der Flora-Neumann-Straße 5 gebauten Gebäudes der Rumbaumschen Schule, einer der dortigen Schüler war Carl von Ossietzky. |
| 22. Juni 1894                     | Es erfolgt die offizielle Eingemeindung der „Vorstadt St. Pauli“ als Stadtteil und damit die rechtliche und administrative Gleichstellung bzw. die Vereinigung mit der – aus Alt- und Neustadt bestehenden – alten Kernstadt und weiteren Stadtteilen mit gleichen Bürgerrechten für alle Einwohner/innen. |
| 1906–15                           | Nach einem 1904 erfolgten Senatsbeschluss wird zwischen 1906 und 1915 das erste Hamburger Hochbahnnetz gebaut. Die verbindende Ringlinie (u. a. mit den Stationen Feldstraße und Millerntor) wird 1912 fertig gestellt und in Betrieb genommen. |
| 1907                              | Erweiterung des „Central-Schlachthofs“ um ein großes Schweineschlachthaus südlich der Lagerstraße. |
| 1907                              | Weihe der als Gemeindekirche für Nord-St. Pauli neu errichteten Gnadenkirche; sie bleibt bis 1947 Filialkirche der St.-Pauli-Kirche. |
| 1911–13                           | Errichtung des neuen Rinderschlachthauses auf dem Erweiterungsgelände des Schlachthofes zwischen Kampstraße und Neuem Kamp als Ersatz für den 1892 errichteten Zentralschlachthof; dieser Bau und die Errichtung der Ringbahnlinie machen den Abbruch zahlreicher älterer Gebäude und eine Verlegung des westlichen Teils der Marktstraße erforderlich, was zu Protesten von Bewohnern des umliegenden Quartiers führt.                                                                                         |
| 1914–18                           | Erster Weltkrieg |
| 1933–45                           | Die nationalsozialistische Gewaltherrschaft führt zur Verfolgung und Vertreibung zahlreicher Bewohner Hamburgs. Insbesondere in den 1930er-Jahren werden neue, teilweise monumentale Stadt- und „Sanierungs“-Planungen entwickelt. |
| 1934                              | Vorlage eines unter Leitung des Hamburger Soziologen Andreas Walther erarbeiteten Berichts über „Volkssanierungsgebiete“, unbewohnbare Wohnungen und sanierungsbedürftige Quartiere auf der Basis eines Sozialkatasters sog. „gemeinschädlicher Regionen“ (unter anderem St. Pauli-Nord). |
| 1935                              | Eröffnung der „Großen Norddeutschen Gartenschau Planten un Blomen“ auf Flächen der ehemaligen Kirchhöfe zwischen der Rentzelstraße und dem Alten Botanischen Garten am Dammtor-Bahnhof. |
| 26. Jan. 1937                     | Unterzeichnung des Groß-Hamburg-Gesetzes zur Durchführung der Vereinigung von Hamburg mit seinen preußischen Nachbarstädten Altona, Harburg-Wilhelmsburg und Wandsbek und der Eingemeindung zahlreicher Umlandgemeinden durch den preußischen Ministerpräsidenten Hermann Göring. |
| 1. April 1937                     | Inkrafttreten des Groß-Hamburg-Gesetzes. |
| 1. April 1938                     | Das Groß-Hamburg-Gesetz, weitere Folgegesetze und Ausführungsbestimmungen werden vollumfänglich wirksam. Die nun so genannte „Hansestadt Hamburg“ wird zu einer Einheitsgemeinde mit neuer innerer Verwaltungseinteilung. Dadurch verliert St. Pauli seinen alten Siedlungskern an der St. Pauli-Kirche an Altona und erhält stattdessen größere Bereiche um die Große und Kleine Freiheit sowie am Schulterblatt.                                                                                              |
| 1939–45                           | Im Zweiten Weltkrieg behält St. Pauli seine Funktion als Vergnügungsviertel, durch dessen Angebote „Moral und Kampfgeist gestärkt“ werden sollen. Es gibt jedoch auch Widerstand, sowohl auf symbolischer Ebene (z. B. durch die „Swing-Jugend“) als auch auf konkret politischer, unter anderem Kämpfe zwischen rechten und linken Gruppen im Schanzenviertel und in Altona. |
| 1941–45                           | Es kommt auf St. Pauli zu zahlreichen Zerstörungen durch Bombenangriffe, jedoch nicht zu großflächigen Vernichtungen wie in den Gebieten des „Feuersturms“. |
| 1942                              | Die Errichtung des Bunkers („Flakturm 1“) an der Feldstraße und des – in den 1970er-Jahren abgetragenen – „Feuerleitturms“ an der damaligen Eimsbütteler Straße (heute: Budapester Straße) erfolgt in einer Bauzeit von nur zehn Monaten, auch unter Einsatz zahlreicher Zwangsarbeiter/innen. |
| 11. Mai 1951                      | Die amtliche Bekanntmachung des Senats über die neue Gebietseinteilung der Stadt macht die Grenzänderungen des Jahres 1938 zwischen St. Pauli und Altona nicht wieder rückgängig. |
| 1953                              | Die erste „Internationale Gartenbauausstellung“ IGA ’53 findet auf dem Gelände von „Planten un Blomen“ statt; weitere folgen 1963 und 1973. |
| ab 1953                           | Beginn der Einrichtung des Messegeländes und erste Projekte zur Errichtung einer Sport- und Kongresshalle, u. a. im Bereich des benachbarten Karolinenviertels, das als „Reservefläche“ betrachtet wurde. |
| 1964–68                           | Errichtung des Fernsehturms (Heinrich-Hertz-Turm) an der Rentzelstraße am ehemaligen Standort des „Hotels Central“. |
| 1970–73                           | Errichtung des CCH – „Congress Centrum Hamburg“ (mit Tagungszentrum und -hotel) – in einem Kernbereich des Alten Botanischen Gartens. |
| 1983                              | Beauftragung einer Arbeitsgruppe der SAGA – als bedeutendster Wohnungseigentümerin im Karolinenviertel – und eines Gutachterbüros mit „vorbereitenden Untersuchungen gemäß § 4 Städtebauförderungsgesetz“ im Karolinenviertel. |
| 1987–94                           | Nach dem Erwerb des Terrassen-Ensembles in der Laeiszstr. 18 / Marktstr. 95 (sog. „LAMA-Häuser“) im Karolinenviertel durch einen – gerichtlich als solchen „anerkannten“ – Spekulanten erfolgt die Vertreibung der Bewohner/innen. Nach mehreren Besetzungen und polizeilichen Räumungsaktionen werden die Häuser abgebrochen. |
| 26. April 1988                    | Senatsbeschluss über die förmliche Festlegung des Sanierungsgebietes „St. Pauli-Nord/Karolinenviertel“. |
| 1989                              | Offizielle Gründung der „Stadterneuerungs- und Stadtentwicklungsgesellschaft Hamburg mbH“ (STEG) und Beginn zahlreicher Sanierungsmaßnahmen, die im Laufe des Jahres 2013 beendet wurden. |
| 1. Mai 1992                       | Fertigstellung des ersten vollständig von der Stadtentwicklungsgesellschaft STEG sanierten Hauses in der Marktstraße 125a. |
| August 1992                       | Erste Ausgabe der vierteljährlichen Informationsschrift „Sanierungsblatt Karolinenviertel der Stadterneuerungs- und Stadtentwicklungsgesellschaft Hamburg mbH (STEG) für das Sanierungsgebiet St. Pauli-Nord S 3 (Karolinenviertel)“. |
| Februar 1993                      | Aufstellung von vier Bauwagen auf einem Grundstück südlich der Vorwerkstraße zur vorübergehenden Unterbringung von Bewohner aus dem im Bau befindlichen Wohnprojekt „Bahnhofstraße“ in der Marktstr. 107. |
| Dezember 1993                     | Umzug des „Roma-Clubs Negotin Krajina“ e. V. aus der Glashüttenstraße 99 in neue Räume in der Marktstraße 24. |
| Mai 1994                          | Nach dem Scheitern der Herstellung einer Grünfläche auf dem ehemaligen südlichen Schlachthofgelände sperren Anwohner die Zufahrten zum Parkplatz zwischen Marktstraße und Ölmühle und fordern die Errichtung eines Stadtteilparks. |
| 1994–1996                         | Errichtung des Hotelneubaus in der Feldstraße 53–58 für die „ASTRON“-Gruppe (heute: „NH-Hoteles“) nach Plänen der Architekten Kiwitter & Ludwig, Saarbrücken (nach Abbruch der Reste des 1891 errichteten ehemaligen Reinigungsbades „Wilhelmsbad“). |
| 3. August 1996                    | Einweihung des neuen Stadtteilparks auf dem Ölmühlenplatz mit einem Fest unter dem Motto „Grüne Oase Ölmühlenplatz – Ghetto Soundclash“. |
| Winter 1996/97                    | Nach längeren Verhandlungen wird ein Gewerbegebäude Ludwigstraße von der Freien und Hansestadt Hamburg angekauft, in die Verwaltung der Genossenschaft Schanze e.G. gegeben und der Wohnprojektgruppe „Nimm 2“ zum Umbau und künftigen Wohnnutzung zur Verfügung gestellt. |
| 1996–1998                         | Umbau der Alten Rinderschlachthalle (Neuer Kamp 35) auf dem ehemaligen südlichen Schlachthofgelände zu einem Standort für Gastronomie und Veranstaltungen, soziale Einrichtungen und Unternehmen in der Gründungsphase (so genannte Existenz-Gründer-Etage – EGE; später: „ETAGE 21“). |
| 1997/98                           | Umbau mehrerer Vorder- und Hinterhäuser in der Mathildenstraße durch das Wohnprojekt „Wilde Mathilde“. Auffallendes Charakteristikum ist eine neue Dachzone nach Entwürfen des Architekten Peter Stürzebecher. |
| 30. Jan. 1998                     | Eröffnung des sog. Stadtteilzentrums „Schlachthof Hamburg“ in der Alten Rinderschlachthalle und Einweihung der Fußgänger-Brücke über den U-Bahn-Graben von der Marktstraße durch die Schlachthofpassage zur Sternstraße. |
| Febr./März 1998                   | Einzug des aus dem 1993 gegründeten Verein Karolina e. V. hervorgegangenen Frauenwohnprojekts „Carolina“ ein Terrassenhaus in der Karolinenstraße. |
| 1999/2000                         | Erste Schließung einer Baulücke am neu gestalteten Ölmühlenplatz durch Errichtung eines modernen Neubaus für die EigentümerInnengemeinschaft Marktweg/Ölmühle. |
| 1999–2001                         | Bebauung der ehemaligen Flächen der Gewürzfabrik Hermann Laue („HeLa“) im westlichen Teil des Karolinenviertels zwischen Sternstraße und Schanzenstraße mit neuen Wohn- und Gewerbebauten an den Blockrändern und einer Wohnterrasse im Blockinnenraum (Projektname: „Sternquadrant“). |
| 14. Dez. 1999                     | Senatsbeschluss über den Verbleib der Hamburg Messe an ihrem innerstädtischen Standort östlich und nördlich des Karolinenviertels. |
| ab 2000                           | Aufnahme der Planungen für den Umbau und die Erweiterung des Geländes der Hamburg Messe auf den bisherigen Flächen und westlich der Karolinenstraße. |
| 2000–2006                         | Bereitstellung von Mitteln zur Förderung von Wirtschaft und Infrastruktur aus dem „Europäischen Fonds für Regionale Entwicklung“ (EFRE) für große Teile St. Paulis (ohne das Schanzenviertel). |
| seit 2001                         | Nach anfänglichen Auseinandersetzungen um die Erweiterung des Messegeländes nördlich des Karolinenviertels auf Flächen des Fleischgroßmarktes Hamburg (FGH) und westlich der Karolinenstraße wird in einem Aushandlungsprozess mit externer Moderation ein Kompromiss gefunden, der zu einem Interessenausgleich zwischen Nutzen und Lasten für die beteiligten Hauptakteure – Hamburg Messe und Congressges. mbH (HMC), Fleischgroßmarkt Hamburg (FGH) und Bewohnerschaft des Karolinenviertels – führen soll. |
| September 2001                    | Eröffnung eines Beratungszentrums für Migranten, die ein Unternehmen gründen wollen, durch den Verein Unternehmer ohne Grenzen e. V. im Existenzgründerzentrum ETAGE 21. |
| 2003                              | Die STEG Hamburg mbH wird durch Management-Buy-Out privatisiert; das Treuhandvermögen (Gebäude und Grundstücke) verbleibt bei der FHH. |
| November 2003                     | Abbruch des denkmalgeschützten Hauses Marktstraße 8/9 wegen mangelnder Verkehrssicherheit und Einsturzgefahr. |
| 2003/2004                         | Nach mehrjährigen Vorplanungen erfolgt die Errichtung des Neubaus der Wohnungsbaugenossenschaft Markthof e.G. auf einer Freifläche nördlich des Ölmühlenplatzes. |
| Sommer 2004                       | Im Zuge der Erweiterung der Hamburg Messe wird ein Teil des denkmalwürdigen ehemaligen HEW-Verwaltungsgebäudes, Karolinenstraße 43, abgebrochen, um die Verlegung der Einmündung der Lagerstraße in die Karolinenstraße nach Süden zu ermöglichen. |
| 2004/2005                         | Trotz erheblicher Kritik des örtlichen Sanierungsbeirats errichtet die STEG auf einer Grünfläche neben der Alten Rinderschlachthalle einen Bürohausneubau für das „Musikhaus St. Pauli – Kar(o)Star“. |
| Herbst 2004                       | Verkauf und Übergabe der Gnadenkirche an die – zum Patriarchat Moskau gehörende – russisch-orthodoxe „Gemeinde des hl. Ioann von Kronstadt“. |
| Sommer 2005                       | Schließung der Grundschule Laeiszstraße als letzter organisatorisch selbständiger allgemeinbildender Schule im östlichen Karolinenviertel und Angliederung an die Ganztagsgrundschule Ludwigstraße als Zweigstelle. |
| 2005/2006                         | Sanierung und Umbau eines seit mehr als zehn Jahre leer stehenden gründerzeitlichen Gebäudes in der Karolinenstraße (nach Verkauf durch die städtische Wohnungsgesellschaft SAGA an einen Privatmann). |
| 2006                              | Zusammenfassung mehrerer Kinder- und Jugendeinrichtungen aus dem Karolinenviertel und dem Schanzenviertel am bisherigen Standort des Hauses der Jugend St. Pauli („Helmuth-Hübener-Haus“), Bei der Schilleroper, und Neueröffnung des neuen „Hauses der Familie“ am 12. Mai 2006. |
| Dezember 2006                     | Beginn der Sanierung und „Rekonstruktion“ des Millerntor-Stadions des FC St. Pauli mit dem Abbruch der Südtribüne. |
| 2006/2007                         | Sanierung der Budenreihe aus dem 19. Jahrhundert in der Marktstraße 7 (Haus 1–15) und Errichtung eines Neubaus am nördlichen Blockrand durch eine Baugemeinschaft. |